# Antonio Morelli (Skeletonpilot)
Antonio Morelli (Geburtsdatum unbekannt) ist ein früherer italienischer Skeletonfahrer.
Der größte Erfolg in seiner sportlichen Karriere war der Gewinn der Bronzemedaille hinter Gert Elsässer und Christian Mark bei der ersten Skeleton-Europameisterschaft im Jahr 1981 in Igls.